# Bucculatrix paliuricola
Bucculatrix paliuricola is een vlinder uit de familie ooglapmotten (Bucculatricidae). De wetenschappelijke naam is voor het eerst geldig gepubliceerd in 1960 door Kuznetzov.
De soort komt voor in Europa.